# Стефано де Мари Чентурионе
Стефано де Мари Чентурионе (итал. Stefano de Mari Centurione; 29 июля 1683, Генуя — 1749), маркиз де Мари — испанский флотоводец и дипломат.

## Биография
Принадлежал к старинному генуэзскому роду. Сын дипломата Франческо де Мари и Ливии Марии Чентурионе, внук генуэзского дожа Стефано де Мари, племянник генерала галер Ипполито Чентурионе. Крещен 1 августа 1683 в церкви Санта-Мария-делле-Винье, записан в Золотую книгу генуэзской знати 20 декабря 1703.
Служил на галерах, нанятых Карлом II. Чем занимался в 1702—1713 годах, неизвестно; существует предположение, что какое-то время он мог находиться на французской службе, так как на юношеском портрете, хранящемся в Военно-морском музее в Мадриде, маркиз изображен  с белым шарфом, характерным для французских офицеров того времени; у бурбонского правительства не хватало денег и отправка офицеров на службу во Францию была обычной практикой.
В 1714 году принял участие в осаде Барселоны, присоединившись к испанскому флоту с тремя собственными кораблями. 22 августа 1714 получил должность шефа эскадры, затем сопровождал Елизавету Фарнезе в Испанию (сентябрь-декабрь 1714). В июне 1715 он переправил войска для отвоевания Майорки, а в 1716 году действовал совместно с папской эскадрой, отправившейся оборонять Корфу. 22 июля 1717 назначен командовать эскадрой, доставившей испанский экспедиционный корпус на Сардинию, где войска высадились 20 августа.
Вернулся в Барселону, затем под командованием Гастаньеты возглавил одну из эскадр, переправивших испанские войска на Сицилию (18 июня 1718). Он командовал военно-морской дивизией в битве у мыса Пассаро (11 августа), и, когда его корабли выбросились на берег, смог вернуться в Кадис. 16 марта 1719 был пожалован Филиппом V в рыцари ордена Золотого руна; орденскую цепь получил 17 декабря в Генуе через испанского посла маркиза де Вильямайора.
18 июня 1721 стал генерал-лейтенантом флота, 25 октября 1728 был назначен генеральным директором военно-морского флота в Кадисе. В 1729 году командовал флотилией, прибывшей в Веракрус в октябре и вернувшейся в Кадис 18 августа 1730. 17 октября 1731 вместе с Микеле Реджо Бранчифорте был назначен командовать кораблями, доставившими инфанта дона Карлоса из Барселоны в Ливорно, для принятия власти в Парме и Тоскане. В 1733—1736 годах участвовал в Итальянских кампаниях войны за Польское наследство. 26 марта 1737 был назначен командиром роты морской гвардии Кадиса, в то же время был включен в состав недавно созданного Адмиралтейского совета (18 октября).
15 марта 1741 был назначен послом в Венецию, куда прибыл 20 июня. Вскоре после этого он был назначен оруженосцем-стольником инфанта дона Фелипе (5 октября 1745), получил прощальную аудиенцию у короля 4 ноября, встретился с инфантом 27-го в Кастельнуово и вступил в должность 1 декабря. Он отвечал за управление домом инфанта и, после смерти Филиппа V, за сокращение расходов его дома. Из-за непрерывных приступов подагры он, вероятно, не смог сопровождать инфанта в Парму в феврале 1749.